# Église de Vardø
L'église de Vardø (en norvégien bokmål : Vardø kirke) est une église évangélique et luthérienne située à Vardø, en Norvège.

## Description
L'église est construite en 1958, à l'emplacement d'une église antérieure bâtie en 1869 et incendiée lors de la Seconde Guerre mondiale. Il s'agit d'un édifice de béton recouvert d'ardoise qui peut accueillir 480 personnes.

## Localisation
L'édifice est situé à Vardø, dans le comté de Finnmark, dans le nord de la Norvège.